# ＃コンパス 戦闘摂理解析システム
- #コンパス【戦闘摂理解析システム】

『#コンパス 戦闘摂理解析システム』（コンパス せんとうせつりかいせきシステム）は、NHN PlayArtとドワンゴが共同開発したスマートフォン向けゲームアプリ。2016年12月17日に日本でサービス開始され、2019年11月20日より中国でもサービス開始された。基本プレイ無料（アイテム課金制）。

## 概要
アクションとストラテジー、カードゲームの要素を併せ持つ、3Dマップ上でキャラクターを操作して戦う対戦ゲームで、包括的なジャンルとしてはマルチプレイヤーオンラインバトルアリーナ（MOBA）に位置する。
ゲームタイトルの『#コンパス』は“COMbat Providence AnalysiS System（戦闘摂理解析システム）”の略であり、プレイヤーは架空SNSの世界を舞台に、他のプレイヤーと3人のチームを組み、3対3のチーム戦を行う。3分間のバトルで、相手チームと、ステージ上に配置された5つの拠点を奪い合い、最終的に制圧した拠点の多かったチームが勝利となる。また、ヒーローや拠点に対して使用できる4枚のカードや、「アビリティ」と呼ばれるヒーロー固有の特殊能力、「ヒーローアクション」と呼ばれる特定の効果を持つ動作、「ヒーロースキル」と呼ばれるヒーロー固有の特殊な技などを使用することで、多様な戦略を生み出すことができる。SNSに近い機能を持っており、バトルだけでなく、他のプレイヤーとさまざまなコミュニケーションをとることができる。
本作の制作に際して、ヒーローの設定を開発チームやボカロP、イラストレーターとの共同作業で内容を作っていたため、明確なストーリーは作られていない。しかし、ユーザーからの「より深く世界観やキャラクターのことを知りたい」という意見を受け、一部のヒーローの短篇アニメが制作された(後述)。

## ヒーロー

### アタッカー
| 名前                       | 読み                          | 担当声優   | テーマソング                                         | イラスト          | 備考       |
| -------------------------- | ----------------------------- | ---------- | ---------------------------------------------------- | ----------------- | ---------- |
| 双挽乃保                   | そうびきのほ                  | 近藤玲奈   | 「キレキャリオン」（作曲：ポリスピカデリー）         | H2O               |            |
| 桜華忠臣                   | おうかただおみ                | 柿原徹也   | 「残響」（作曲：164）                                | りゅうせー        |            |
| マルコス'55                | マルコス フィフティーファイブ | 下野紘     | 「ハイスペックニート」（作曲：40mP）                 | たま              |            |
| マリア＝S＝レオンブルク    | -                             | 嶋村侑     | 「KILLER B」（作曲：梅とら）                         | 秋赤音            |            |
| アダム＝ユーリエフ         | -                             | 松岡禎丞   | 「Let Me Take You」（作曲：banvox）                  | 狂zip             |            |
| ヴィーナス ポロロッチョ    | -                             | 福山潤     | 「クレイジー・ビート」（作曲：さつき が てんこもり） | R・A              |            |
| 魔法少女ルルカ             | -                             | 市ノ瀬加那 | 「アイ情劣等生」（作曲：かいりきベア）               | クロワ            |            |
| 狐ヶ咲甘色                 | きつねがさきあまいろ          | 花澤香菜   | 「萌す心を」（作曲：一二三）                         | 藤ちょこ          |            |
| イグニス＝ウィル＝ウィスプ | -                             | 子安武人   | 「アイロニック」（作曲：Kanaria）                    | 神室 & 開発チーム | [ 注釈 3 ] |
| ステリア・ララ・シルワ     | -                             | 能登麻美子 | 「オシオキGIMMICK!!」（作曲：Junky）                 | 馬吉（MACHI）     |            |
| クー・シー                 | -                             | 井澤詩織   | 「ディメンション」（作曲：雄之助）                   | Nidy-2D-          |            |
| デビルミント鬼龍・デルミン | -                             | 和多田美咲 | 「惑星のダンスフロア」（作曲：サンリオ）             | サンリオ          | [ 注釈 4 ] |
| コラプス                   | -                             | 皆川純子   | 「燭」（作曲：wotaku）                               | △○□×              |            |

### ガンナー
| 名前                    | 読み                          | 担当声優   | テーマソング                                    | イラスト          | 備考       |
| ----------------------- | ----------------------------- | ---------- | ----------------------------------------------- | ----------------- | ---------- |
| 魔法少女リリカ          | -                             | 青木志貴   | 「アルカリレットウセイ」（作曲：かいりきベア）  | クロワ            |            |
| ルチアーノ              | -                             | 小山力也   | 「ドクハク」（作曲：MARETU）                    | 秋赤音            |            |
| 深川まとい              | ふかがわまとい                | 井上麻里奈 | 「アヤカシ」（作曲：buzzG）                     | 鈴ノ助            |            |
| 13†サーティーン†        | サーティーン                  | 小野大輔   | 「天使だと思っていたのに」（作曲：鬱P）         | 緋紅 & 開発チーム | [ 注釈 5 ] |
| メグメグ                | -                             | 佐倉綾音   | 「バイオレンストリガー」（作曲：八王子P）       | ぽあろ            |            |
| イスタカ                | -                             | 神奈延年   | 「キミノカゼニナル」（作曲：のぼる↑）           | クサノオ          |            |
| ソーン＝ユーリエフ      | -                             | 天﨑滉平   | 「やどりぎ」（作曲：Eve）                       | 狂zip             |            |
| HM-WA100 ニーズヘッグ   | -                             | 諏訪部順一 | 「ST/A#R」（作曲：*Luna）                       | 柳瀬敬之          |            |
| ゲームバズーカガール    | -                             | 悠木碧     | 「リアルにぶっとばす」（作曲：ピノキオピー）    | 石渡太輔          |            |
| 糸廻輪廻                | いとめぐりりんね              | 江口拓也   | 「孤独毒毒」（作曲：syudou）                    | マノ              |            |
| Bugdoll                 | バグドール                    | 丹下桜     | 「スティールユー」（作曲：Omoi）                | ちゃもーい        |            |
| 天空王 ぶれいずどらごん | てんくうおう ぶれいずどらごん | 速水奨     | 「Burning Burning Burning」（作曲：ゆよゆっぺ） | 布施龍太          |            |
| みりぽゆ                | -                             | 田村ゆかり | 「ゾンビアタック」（作曲：DIVELA）              | おむたつ          |            |

### タンク
| 名前                     | 読み           | 担当声優   | テーマソング                                         | イラスト              | 備考       |
| ------------------------ | -------------- | ---------- | ---------------------------------------------------- | --------------------- | ---------- |
| ジャスティス・ハンコック | -              | 間宮康弘   | 「Call of Justice」（作曲：ダルビッシュP）           | ひでかず              |            |
| ジャンヌ・ダルク         | -              | 雨宮天     | 「マチガイサガシ」（作曲：まふまふ）                 | こみね                |            |
| グスタフ・ハイドリヒ     | -              | 山路和弘   | 「グラーヴェ」（作曲：niki）                         | りゅうせー            |            |
| ヴィオレッタ・ノワール   | -              | 田中敦子   | 「カンタービレ×パッシオーネ」（作曲：OSTER project） | ODRI                  |            |
| トマス                   | -              | 銀河万丈   | 「アブソリュート」（作曲：YASUHIRO(康寛)）           | 山下和真 & 開発チーム | [ 注釈 6 ] |
| 青春アリス               | あおはるアリス | 茅野愛衣   | 「アリスブルー」（作曲：HoneyWorks）                 | 桐谷                  | [ 注釈 7 ] |
| ラヴィ・シュシュマルシュ | -              | 釘宮理恵   | 「ラヴィ」（作曲：すりぃ）                           | 徳之ゆいか            |            |
| アミスター＝バランディン | -              | 小松未可子 | 「Red Rose」（作曲：柊マグネタイト）                 | 秋赤音                |            |
| 鬼ヶ式うら               | おにがしきうら | 田村睦心   | 「修羅薔薇」 （作曲：てにをは）                      | haru                  |            |

### スプリンター
| 名前                       | 読み               | 担当声優                                            | テーマソング                                     | イラスト                | 備考        |
| -------------------------- | ------------------ | --------------------------------------------------- | ------------------------------------------------ | ----------------------- | ----------- |
| 十文字アタリ               | じゅうもんじアタリ | 山谷祥生                                            | 「レトロマニア狂想曲」（作曲：PolyphonicBranch） | ひでかず                |             |
| Voidoll                    | ボイドール         | 丹下桜                                              | 「ダンスロボットダンス」（作曲：ナユタン星人）   | ちゃもーい              |             |
| ニコラ・テスラ             | -                  | 村瀬歩                                              | 「テスラは夢の中」（作曲：TOKOTOKO）             | apapico                 |             |
| コクリコット・ブランシュ   | -                  | 天野心愛（コクリコット） & 中尾隆聖（片思いの夢魔） | 「撥条少女時計」（作詞：葉月ゆら、作曲：Drop）   | 一斗まる                |             |
| かけだし勇者               | かけだしゆうしゃ   | -                                                   | 「君はただ二回飛べばいい」（作曲：mothy_悪ノP）  | ひでかず                | [ 注釈 8 ]  |
| 輝龍院きらら               | きりゅういんきらら | 喜多村英梨                                          | 「だから言ったでしょ？」（作曲：EasyPop）        | apapico                 | [ 注釈 9 ]  |
| 零夜                       | れいや             | 斉藤壮馬                                            | 「パラレルレイヤー」（作曲：lumo）               | ちゃもーい              |             |
| ピエール77世               | -                  | 杉田智和                                            | 「欲望我慢スル事ナカレ」（作曲：cosMo@暴走P）    | 布施龍太                | [ 注釈 10 ] |
| アル・ダハブ＝アルカティア | -                  | 石川界人                                            | 「エウレカレプリカ」（作曲：ユギカ）             | アリクイ堂              |             |
| 某<なにがし>               | なにがし           | 島﨑信長                                            | 「BLINDNESS」（作曲：john）                      | ハスネーク & 開発チーム | [ 注釈 11 ] |
| チーちゃん                 | -                  | 内田真礼                                            | 「クルーエルエージェント」（作曲：八王子P）      | ぽあろ                  |             |
| ーペルリニエ               | -                  | 秋奈                                                | 「マギアート」（作曲：煮ル果実）                 | 戦日                    |             |

### コラボレーションによるゲストキャラクター
並び順は、本作に実装された順となる。
| 名前                       | 読み                            | 担当声優                                        | テーマソング                                                         | ロール       | イラスト   | 出典                                                      | 備考        |
| -------------------------- | ------------------------------- | ----------------------------------------------- | -------------------------------------------------------------------- | ------------ | ---------- | --------------------------------------------------------- | ----------- |
| ソル＝バッドガイ           | -                               | 中田譲治                                        | 「Give me a break」（作曲：Daisuke Ishiwatari）                      | アタッカー   | -          | 『GUILTY GEAR Xrd -REVELATOR-』                           |             |
| ディズィー                 | -                               | 藤田佳寿恵                                      | 「One Dawn」（作曲：Daisuke Ishiwatari）                             | ガンナー     | -          | 『GUILTY GEAR Xrd -REVELATOR-』                           |             |
| カイ＝キスク               | -                               | 草尾毅                                          | 「Magnolia Éclair」（作曲：Daisuke Ishiwatari）                      | アタッカー   | -          | 『GUILTY GEAR Xrd REV 2』                                 |             |
| エミリア                   | -                               | 高橋李依（エミリア）＆内山夕実（パック）        | 「STYX HELIX」（歌：MYTH & ROID）                                    | ガンナー     | -          | 『Re:ゼロから始める異世界生活』                           |             |
| レム                       | -                               | 水瀬いのり                                      | 「STRAIGHT BET」（歌：MYTH & ROID）                                  | アタッカー   | -          | 『Re:ゼロから始める異世界生活』                           |             |
| ラム                       | -                               | 村川梨衣                                        | 「あなたの知らないこと」（『Re:ゼロから始める異世界生活』より）      | スプリンター | -          | 『Re:ゼロから始める異世界生活』                           |             |
| リュウ                     | -                               | 高橋広樹                                        | 「Theme of Ryu」（「ストリートファイターシリーズ」より）             | アタッカー   | -          | 『ストリートファイターV』                                 |             |
| 春麗                       | チュン・リー                    | 折笠富美子                                      | 「Theme of Chun-Li」（「ストリートファイターシリーズ」より）         | スプリンター | -          | 『ストリートファイターV』                                 |             |
| ザック & レイチェル        | -                               | 岡本信彦（ザック） & 千菅春香（レイチェル）     | 「Vital」（歌：遠藤正明、作曲：じん）                                | スプリンター | negiyan    | 『殺戮の天使』                                            |             |
| 初音ミク                   | はつねミク                      | 藤田咲                                          | 「Tell Your World」（作曲：kz (livetune)）                           | スプリンター | KEI        | 「VOCALOID」                                              | [ 注釈 12 ] |
| 鏡音リン                   | かがみねリン                    | 下田麻美                                        | 「右肩の蝶 feat.鏡音リン」（作曲：のりP）                            | ガンナー     | KEI        | 「VOCALOID」                                              |             |
| 鏡音レン                   | かがみねレン                    | 下田麻美                                        | 「右肩の蝶 feat.鏡音レン」（作曲：のりP）                            | タンク       | KEI        | 「VOCALOID」                                              |             |
| モノクマ                   | -                               | TARAKO                                          | 「Danganronpa」（「ダンガンロンパ」より）                            | タンク       | -          | 『ダンガンロンパ1・2 Reload』                             |             |
| アクア                     | -                               | 雨宮天                                          | 「fantastic dreamer」（歌：Machico）                                 | スプリンター | -          | 『この素晴らしい世界に祝福を！』                          |             |
| めぐみん                   | -                               | 高橋李依                                        | 「TOMORROW」（歌：Machico）                                          | タンク       | -          | 『この素晴らしい世界に祝福を！』                          |             |
| リヴァイ                   | -                               | 神谷浩史                                        | 「紅蓮の弓矢」（歌：Linked Horizon）                                 | アタッカー   | -          | 『進撃の巨人』                                            |             |
| 猫宮ひなた                 | ねこみやひなた                  | 猫宮ひなた                                      | 「Nekomiya Days」（作曲：GYARI）                                     | ガンナー     | -          | 「猫宮ひなた」                                            |             |
| 岡部倫太郎                 | おかべりんたろう                | 宮野真守                                        | 「Hacking to the Gate」（歌：いとうかなこ）                          | ガンナー     | -          | 『STEINS;GATE』                                           |             |
| セイバーオルタ             | -                               | 川澄綾子                                        | 「she rules the battlefield」（作曲：梶浦由記）                      | アタッカー   | -          | 『Fate/stay night [Heaven's Feel]』                       |             |
| ギルガメッシュ             | -                               | 関智一                                          | 「the outbreak of war」（作曲：梶浦由記）                            | ガンナー     | -          | 『Fate/stay night [Heaven's Feel]』                       |             |
| 佐藤四郎兵衛忠信           | さとうしろうびょうえただのぶ    | 中村獅童                                        | 「千本桜（超歌舞伎アレンジ）」（「今昔饗宴千本桜」より）             | タンク       | -          | 『今昔饗宴千本桜』                                        |             |
| アイズ・ヴァレンシュタイン | -                               | 大西沙織                                        | 「RE-ILLUSION」（歌：井口裕香）                                      | アタッカー   | -          | 『ダンジョンに出会いを求めるのは間違っているだろうかIII』 |             |
| ベル・クラネル             | -                               | 松岡禎丞                                        | 「天灯」（歌：sajou no hana）                                        | スプリンター | -          | 『ダンジョンに出会いを求めるのは間違っているだろうかIV』  |             |
| ノクティス                 | -                               | 鈴木達央                                        | 「Stand Your Ground」（「ファイナルファンタジーXV」より）            | アタッカー   | -          | 『ファイナルファンタジーXV』                              |             |
| 中島敦                     | なかじまあつし                  | 上村祐翔                                        | 「TRASH CANDY」（『文豪ストレイドッグス』より）                      | スプリンター | -          | 『文豪ストレイドッグス』                                  |             |
| 芥川龍之介                 | あくたがわりゅうのすけ          | 小野賢章                                        | 「Reason Living」（『文豪ストレイドッグス』より）                    | ガンナー     | -          | 『文豪ストレイドッグス』                                  |             |
| ライザリン・シュタウト     | -                               | のぐちゆり                                      | 「It's all uphill from here」（作曲：アサノハヤト）                  | タンク       | トリダモノ | 『ライザのアトリエ2 〜失われた伝承と秘密の妖精〜』        |             |
| ジョーカー                 | -                               | 福山潤                                          | 「Life Will Change」（『ペルソナ5』より）                            | スプリンター | -          | 『ペルソナ5』                                             |             |
| アインズ・ウール・ゴウン   | -                               | 日野聡                                          | 「Clattanoia」（歌：OxT）                                            | ガンナー     | -          | 『オーバーロードIV』                                      |             |
| キリト                     | -                               | 松岡禎丞                                        | 「Swordland」（『ソードアート・オンライン』より）                    | アタッカー   | -          | 『ソードアート・オンライン』                              |             |
| アスナ                     | -                               | 戸松遥                                          | 「Luminous Sword」（『ソードアート・オンライン』より）               | スプリンター | -          | 『ソードアート・オンライン』                              |             |
| シノン                     | -                               | 沢城みゆき                                      | 「she has to overcome her fear」（『ソードアート・オンライン』より） | ガンナー     | -          | 『ソードアート・オンライン』                              |             |
| 2B                         | トゥービー                      | 石川由依（2B） & 安元洋貴（ポッド042）          | 「双極ノ悪夢」（『NieR:Automata』より）                              | アタッカー   | -          | 『NieR:Automata』                                         |             |
| リムル＝テンペスト         | -                               | 岡咲美保（リムル） & 豊口めぐみ（智慧之王）     | 「Nameless Story」（『転生したらスライムだった件』より）             | アタッカー   | -          | 『転生したらスライムだった件』                            |             |
| 御坂美琴                   | みさかみこと                    | 佐藤利奈                                        | 「only my railgun」（『とある科学の超電磁砲』より）                  | アタッカー   | -          | 『とある科学の超電磁砲T』                                 |             |
| アクセラレータ             | -                               | 岡本信彦                                        | 「sister's noise」（『とある科学の超電磁砲』より）                   | ガンナー     | -          | 『とある科学の超電磁砲T』                                 |             |
| ロキシー・ミグルディア     | -                               | 小原好美                                        | 「旅人の唄」（『無職転生 〜異世界行ったら本気だす〜』より）          | ガンナー     | -          | 『無職転生 〜異世界行ったら本気だす〜』                   |             |
| ロックマン.EXE & 光熱斗    | ロックマンエグゼ & ひかりねっと | 木村亜希子（ロックマン） & 比嘉久美子（光熱斗） | 「シューティングエネミー」（『ロックマンエグゼ』より）               | ガンナー     | -          | 『ロックマンエグゼ』                                      |             |
| デンジ                     | -                               | 戸谷菊之介                                      | 「刃渡り2億センチ」（『チェンソーマン』より）                        | アタッカー   | -          | 『チェンソーマン』                                        |             |
| パワー                     | -                               | ファイルーズあい                                | 「錠剤」（『チェンソーマン』より）                                   | スプリンター | -          | 『チェンソーマン』                                        |             |
| ボンドルド                 | -                               | 森川智之                                        | 『he Rumble of Scientific Triumph(メイドインアビス』より)            | アタッカー   | -          | 『メイドインアビス』                                      |             |
| ゴン＝フリークス           | -                               | 潘めぐみ                                        | 「departure!」（『HUNTER×HUNTER』より）                              | アタッカー   | -          | 『HUNTER×HUNTER』                                         |             |
| キルア=ゾルディック        | -                               | 伊瀬茉莉也                                      | 「Just Awake」（『HUNTER×HUNTER』より）                              | ガンナー     | -          | 『HUNTER×HUNTER』                                         |             |
| 上条当麻                   | かみじょうとうま                | 阿部敦                                          | 「No buts!」(『とある魔術の禁書目録』より)                           | スプリンター | -          | 『とある魔術の禁書目録Ⅲ』                                 |             |
| シャドウ                   | -                               | 山下誠一郎                                      | 「HIGHEST」(『陰の実力者になりたくて!』より)                         | アタッカー   | -          | 『陰の実力者になりたくて!』                               |             |

## コラボレーション
『#コンパス』は以下のタイトル等とコラボレーションを行った。
- M.S.S Project[48]
- ギルティギア[14][15]
- ハッカドール[49]
- サンリオ[50][6]
- Re:ゼロから始める異世界生活[7][16]
- ストリートファイターV[17]
- 殺戮の天使[18]
- VOCALOID[19][20]
- ダンガンロンパ1,2 Reload[22]
- 太鼓の達人[51]
- BEATLESS[52]
- この素晴らしい世界に祝福を！[23]
- 進撃の巨人[24]
- 猫宮ひなた[25]
- STEINS;GATE[26]
- #FR2[53]
- Fate/stay night [Heaven's Feel][54]
- 超歌舞伎[55][28]
- 千本桜[28]
- ダンジョンに出会いを求めるのは間違っているだろうか[29][30]
- ファイナルファンタジーXV[31]
- 文豪ストレイドッグス[32]
- ライザのアトリエ2 〜失われた伝承と秘密の妖精〜[33]
- HoneyWorks[9]
- ペルソナ5[34]
- オーバーロードⅣ[35]
- ソードアート・オンライン[36][37]
- NieR:Automata[38]
- 転生したらスライムだった件[39]
- とある科学の超電磁砲T[40]
- 無職転生 〜異世界行ったら本気だす〜[41]
- ロックマンエグゼ[42]
- チェンソーマン[43]
- メイドインアビス[44]
- HUNTER×HUNTER[45]
- とある魔術の禁書目録Ⅲ[46]
- 陰の実力者になりたくて![47]

## 開発

### 企画
NHN PlayArtのStudio51で、エグゼクティブ・プロデューサーを務める林智之は、本作より前に、NHN PlayArtで初めてとなるスマートフォン向けゲームの開発に乗りだし、ユーザからの評価も得られたものの、売り上げが振るわずにサービス終了を迎えた。
本作の開発スタッフはそのサービス終了したゲームのスタッフがほとんどであり、プロトタイプ開発から製品版までスムーズに進んだ。
本作の開発が始まったのはそのころからであり、最初から対戦を軸にしたゲームの開発を考えていた林は、それぞれの対戦に集中するためには堅実な世界観が重要であると考えた。
チームで話し合ったところ、「仮想空間」や「SNS」がキーワードとしてあがり、プレイヤーがその空間に集まってゲームを楽しむスポーツのような世界観が作られた。
開発から3～4か月後、面白いゲームができたという手ごたえを感じた林は、いかにして多くのプレイヤーを獲得するかということを考えた。
当時のスマートフォン向けゲームでは有名なイラストレーターや声優を起用することが一般的だったが、本作の世界観を踏まえた林は、ニコニコ動画で活動しているボカロPやイラストレーターの起用を思いつき、ドワンゴに協力を依頼した。数か月後、ドワンゴは本作の開発に参加した。
林は「FPSで遊んでいた時、最初は銃器のバランスが悪かったのに、バランス調整でそれぞれの銃器の性能が横並びになった途端につまらなくなった」という過去の経験から、アップデート時はヒーローごとの長所を伸ばすという方針をとっている。

### 映像表現
林がゲーム会社に入社したころはPlayStation 2全盛期だったため3DCGを用いたゲームが流行しており、林自身もそれにならって同様のゲームを開発した経験があり、
本作の開発でも3DCGの導入を考えていた。
林は「スマートフォンはポリゴンの表現を得意とする一方、リアルなテクスチャーの表現は苦手である。もしPlayStation 4向けゲームのようなリアルな描写をスマートフォンで表示しようとすると、キャラクターと背景の区別がつかなくなる」ということに気づいた。
林は、画面の情報量を減らすことを決め、多いポリゴン数で質感を省いたアニメ調の表現を導入した。
また、スマートフォン用ゲームアプリの開発・運営を主な事業とするWright Flyer Studiosが主催する業界交流イベント「Flyers' Lab #4」において、NHN PlayArtでアートディレクターを務める藤田大介は、本作の3DCG表現に関して「3頭身の3DCGモデルは、モバイルで扱いやすく日本で好んで使われる表現だが、キャラクターの演技が精緻になるにつれ、よりキャラクターデザインと3頭身の3DCGモデルの間に違和感が生じる」という懸念があり、3DCGモデルの頭身をデフォルメせず、キャラクターデザインの頭身を反映させることにより、ゲームへの一体感と親近感の沸くキャラクターになったことを明かした。

### キャラクター設定
様々な世界観を混在させるというコンセプトは開発初期から考えられており、キャラクター性のバリエーションを持たせるため、双挽乃保、リリカ、ジャスティス、十文字アタリの4人がそれぞれのロール（属性）の基本形として作られた。
また、楽曲やキャラクターデザインの制作を依頼する際は、見た目や設定についてはあえて3行程度の文しか用意せず、ヒーローの背景といった残りの部分は受注者の想像力に任せている。
初期に作られたキャラクターのうち、ガンナーの基本形として作られたリリカは「『魔法少女リリカ☆ルルカ』というアニメの主人公」であることと、「アニメの共演者であるルルカの方が人気がある」という初期設定のみが作られた。2016年の夏に、かいりきベアにリリカのテーマソングの制作が依頼された。
依頼を受けたかいりきベアは「ルルカリリカルラ リラルララ」というフレーズを思いつき、「ルルカの方が人気がある」という点に着目して、「ゲームの中では明るく振舞うが、実際は劣等感を感じて自分を繕っている少女」という解釈の元、魔法少女を思わせる明るい雰囲気の曲と暗い歌詞を同時進行で作り上げ、最後にイントロを作った。
かいりきベアに依頼を出した時点でのリリカは3頭身の子どもっぽいキャラクターとして描かれていたが、テーマソング『アルカリレットウセイ』のイメージに合わせ、最終的には5頭身のデザインに変更された。
ジャスティスはタンクの基本形として作られたキャラクターであり、自らがダメージを受けてでも拠点を守るという役割を設定に組み込み、「仲間が死なないように守りに徹する」というキャラクター像が作られた。同様の理由で巨大なハンマーが武器として選ばれた。
日本のスマートフォン向けゲームにはあまり出てこないキャラクターデザインという方向性の元、海外のFPSやSFゲームを意識したデザインとなった。
ジャスティスのテーマソング『Call of Justice』の作曲は、ギタリストとしても知られるダルビッシュPが担当した。男声のVOCALOIDを使うということは最初から決まっていたため、ZOLA PROJECTのKYOをメインボーカルに据え、がくっぽいどをコーラスに据えた。また、ジャスティスのキャラクター性を示すため、メタルサウンドと疾走感のあるリズムが取り入れられた。
双挽乃保は「チェーンソーを持った女子高生」というコンセプトが先に作られ、連続攻撃を持つアタッカーの基本形として作られた。
また、怖さとかわいさの二面性を併せ持ったキャラクター像などが付け加えられたほか、スキルカード「学園の王者　生徒会執行部」には彼女の通う学園が描かれた。
乃保のテーマソングの制作はポリスピカデリーが担当した。ポリスピカデリーは発売予定の初音ミクV4Xを使うことを考えていたが、依頼を受けた時点ではまだ発売されていなかったため、先に伴奏だけを開発元に送ったうえで、初音ミクV4X発売後にボーカルを提出した。ポリスピカデリーは今回で初めて初音ミクを使ったため、声の調整に苦労したと振り返っている。
乃保の役に起用された近藤玲奈は、収録の際に渡されたイラストを見た際は学級委員長のような優等生という印象を抱いたが、セリフの台本を読んで驚いたと、ApplivGamesとのインタビューの中で振り返っている。
また、近藤は「デレないヤンデレのキャラクター」であることと「早口で話す」という指示を受けていたため、怖い感じのキャラクターだと思って低めの声で演じたところ、怖すぎるからもう少しかわいい声で演技をしてほしいという指示を受け、怖さとかわいさの落としどころを探るように演技をした結果、現在の形になった。

## メディアミックス

### 短編アニメ
2018年8月から2019年9月にかけて、それぞれ異なるスタジオと映像作家が、「ORIGINAL 10」と呼ばれる初期に実装されたヒーロー10体(十文字アタリ、ジャスティス・ハンコック、リリカ、双挽乃保、桜華忠臣、ジャンヌ・ダルク、マルコス'55、ルチアーノ、Voidoll、深川まとい)をそれぞれ主役としたアニメーションを制作するというプロジェクトが展開された。
それぞれの動画は、「#コンパスフェス　街キャラバン」「ニコニコ超会議」「#コンパス　ライブアリーナ」等のイベントで先行公開された後に、YouTubeとニコニコ動画の各公式チャンネルにて公開されている。

### ライブアリーナ
『#コンパス ライブアリーナ』のタイトルで、2022年7月22日にリリース。
『#コンパス』のヒーローがダンサーとしてステージに登場するリズムゲーム。ヒーローテーマソングのほか、有名なボーカロイド楽曲なども多数収録される。
2023年7月31日をもってオンラインサービスを終了し、オフライン版に移行した。

### テレビアニメ
『#コンパス2.0 戦闘摂理解析システム』のタイトルでテレビアニメ化。2025年4月から6月まで、テレビ東京系列ほかにて放送された。

#### スタッフ
- 原作 - 『＃コンパス 戦闘摂理解析システム』（NHN PlayArt×dwango）[69]
- 監督 - 難波日登志[69]
- シリーズ構成 - 福島直浩[70]、大川目光[70]
- キャラクターデザイン - 福島陽子[70]、平岩栞[70]
- サブキャラクターデザイン - 谷口元浩[70]
- 美術デザイン・美術監督 - 青井孝[70]、岡本好司[70]
- 色彩設計 - 山崎朋子[70]
- CGディレクター - 西本健人[70]
- CGアニメーションディレクター - 中村大樹[70]
- 撮影監督 - 野上大地[70]
- 編集 - 定松剛[70]
- 音響監督 - 八巻大樹[70]
- 音楽 - 八王子P[70]、YASUHIRO（康寛）[70]、ゆうゆ[70]、無力P[70]、雪乃イト[70]、にっけい[70]
- 音楽制作 - インクストゥエンター
- プロデューサー - 立花正彦
- プロデュース・音楽プロデューサー - 斎藤俊輔
- アニメーションプロデューサー - 米内則智
- アニメーション制作 - Lay-duce[69]
- 製作 - #コンパス管理委員会2.0

#### 主題歌
「拍動」
水樹奈々によるオープニングテーマ。作詞は堀江晶太、作曲・編曲はGiga×堀江晶太（Kemu）。
「ハートエイク」
内田雄馬によるエンディングテーマ。作詞・作曲・編曲はバルーン。
「Perfect Perfait Parade」
ジャンヌ（雨宮天）とアオジル（石上静香）による#04エンディングテーマ。作詞・作曲・編曲はCapchii。
「ココロドリーム」
リリカ（青木志貴）とルルカ（市ノ瀬加那）による第1話の挿入歌。作詞・作曲・編曲はかいりきベア。
「リラルラ・ドリーミング」
リリカ（青木志貴）とルルカ（市ノ瀬加那）による第1話の挿入歌。作詞・作曲・編曲はかいりきベア。
「ダンスロボットダンス 八王子P Remix feat. 初音ミク」
初音ミクによる第12話の挿入歌。作詞・作曲はナユタン星人、編曲は八王子P。

#### 各話リスト
| 話数 | サブタイトル               | 脚本              | 絵コンテ            | 演出              | 作画監督 | 総作画監督 | 初放送日      |
| ---- | -------------------------- | ----------------- | ------------------- | ----------------- | --- | ---------- | ------------- |
| #01  | ココハ #コンパス2.0        | 福島直浩          | 三條なみみ 駒宮僅   | 中村大樹          | 谷口元浩 福島陽子 平岩栞 | 谷口元浩   | 2025年 4月8日 |
| #02  | パートナー ニ ナリマスカ？ | 福島直浩          | 駒宮僅              | 駒宮僅            | 野田康行 山本里織 杉田葉子 関本光夏 神田川太郎 岡田由起子 福島陽子                                                            | -          | 4月15日       |
| #03  | ナカマ ノ ピンチデス       | 川村愛季          | 中村大樹            | 安藤健            | 加藤壮 二宮奈那子 井ノ上ユウ子 前原薫 大庭小枝 福島陽子 平岩栞                                                                | 谷口元浩   | 4月22日       |
| #04  | クロマク ヲ オイカケテ     | 西谷一希          | 阿佐ヶ谷はじめ      | 萩原求 矢吹勉     | 本田創一 北島勇樹 鎌田均 大庭小枝 関本光夏                                                                                    | 野田康行   | 4月29日       |
| #05  | イレギュラー ヲ タオセ     | 福島直浩          | 西澤晋              | 関暁子            | 平岩栞 井ノ上ユウ子 前原薫 小笠原憂 岡田由起子 工藤葉瑠香                                                                     | 谷口元浩   | 5月6日        |
| #06  | ナニカ ガ オッテキマス     | 川村愛季          | 三條なみみ          | 中村里美 杉村泰弘 | 鈴木幸江 二宮奈那子 はっとりますみ 井ノ上ユウ子 平岩栞 福島陽子 高野菜央 石原恵治 杉田葉子 関本光夏 岡田由起子 スタジオグラム | 野田康行   | 5月13日       |
| #07  | オモイダシテ クダサイ      | 福島直浩 西谷一希 | 中村大樹            | 中村大樹          | 杉田葉子 前原薫 鎌田均 福島陽子 平岩栞 大庭小枝 本田創一                                                                      | 谷口元浩   | 5月20日       |
| #08  | タワー ヲ メザシテ         | 川村愛季          | 西澤晋              | 鹿谷拓史          | 福島陽子 前原薫 はっとりますみ 鈴木幸江 大庭小枝 二宮奈那子 杉田葉子 本田創一                                                 | 野田康行   | 5月27日       |
| #09  | モウイチド アイタイ        | 福島直浩          | 阿佐ヶ谷はじめ      | 矢吹勉            | 平岩栞 北島勇樹 杉田葉子 岡田由起子 加藤壮 スタジオグラム 楊鎮宇 徐文舒 韓偉雄                                                | 谷口元浩   | 6月3日        |
| #10  | アタラシク ハジメマス      | 福島直浩          | 三條なみみ          | 粟井重紀 杉村泰弘 | 鈴木幸江 大庭小枝 前原薫 関本光夏 はっとりますみ 本田創一 スタジオグラム 福島陽子                                             | 野田康行   | 6月10日       |
| #11  | ワタシ ハ ココニイル       | 福島直浩          | 中村里美 三條なみみ | 中村里美          | 鎌田均 二宮奈那子 はっとりますみ 鈴木幸江 本田創一 杉田葉子 前原薫 岡田由起子 スタジオグラム 宋昱 廖菲 赵昱惠                 | 谷口元浩   | 6月17日       |
| #12  | ソシテ ツナガル セカイ     | 川村愛季          | 三條なみみ 中村大樹 | 中村大樹          | 前原薫 平岩栞 杉田葉子 福島陽子 北島勇樹 大庭小枝 神田川太郎 宋昱 廖菲 赵昱惠                                                 | 野田康行   | 6月24日       |

#### 放送局
| 放送期間               | 放送時間                     | 放送局              | 対象地域                                                    | 備考                                 |
| ---------------------- | ---------------------------- | ------------------- | ----------------------------------------------------------- | ------------------------------------ |
| 2025年4月8日 - 6月24日 | 火曜 0:00 - 0:30（月曜深夜） | テレビ東京系列全6局 | 北海道・関東広域圏・愛知県・ 大阪府・岡山県・香川県・福岡県 | 字幕放送                             |
|                        | 火曜 0:30 - 1:00（月曜深夜） | BS日テレ            | 日本全域                                                    | BS/BS4K放送 / 『アニメにむちゅ〜』枠 |
|                        | 火曜 20:30 - 21:00           | AT-X                | 日本全域                                                    | CS放送 / 字幕放送 / リピート放送あり |

| 配信開始日   | 配信時間                           | 配信サイト | 備考         |
| ------------ | ---------------------------------- | --- | ------------ |
| 2025年4月8日 | 火曜 0:30（月曜深夜） 以降順次更新 | dアニメストア U-NEXT ABEMA アニメ放題 ニコニコ生放送 ニコニコチャンネル DMM TV Lemino FOD バンダイチャンネル Hulu TELASA J:COM STREAM milplus 見放題パックプライム Amazon Prime Video | 見放題配信   |
|              |                                    | HAPPY!動画 Rakuten TV | 都度課金配信 |

| テレビ東京系列 火曜 0:00 - 0:30（月曜深夜）                          | テレビ東京系列 火曜 0:00 - 0:30（月曜深夜）                   | テレビ東京系列 火曜 0:00 - 0:30（月曜深夜）     |
| 前番組                                                               | 番組名                                                        | 次番組                                          |
| -------------------------------------------------------------------- | ------------------------------------------------------------- | ----------------------------------------------- |
| 黒岩メダカに私の可愛いが通じない（第1期） （2025年1月7日 - 3月25日） | ＃コンパス2.0 戦闘摂理解析システム （2025年4月8日 - 6月24日） | SAKAMOTO DAYS（第2クール） （2025年7月15日 - ） |

### トークソフト
2024年10月26日、Voidollの声を元にしたテキスト読み上げ用音声合成ソフトウェアがVOICEVOXでリリースされた。

## トラブル
2017年に開催されたヒーローデザインコンテストの最優秀作品に規約違反が発覚したため、該当作品の受賞を取り消し、他の作品が繰り上がりで受賞するという事態が発生した。
さらに、2017年12月22日にファミ通Appが発売した『#コンパス 戦闘摂理解析システム オフィシャルアートブック』の投稿イラストコーナーにて、米津玄師の作品『ピースサイン』と類似するイラストが見つかり、翌年2018年1月29日にファミ通Appが謝罪文を出した。

## アルカリレットウセイ
本作を原作とした漫画が『アルカリレットウセイ』のタイトルで『月刊コミックジーン』（KADOKAWA）にて、2023年9月号より連載されている。原作は城崎とかいりきベア、漫画は佐藤まひろが担当。内容はリリカとルルカに焦点を当てたスピンオフ作品となっている。城崎は『アルカリレットウセイ #コンパス 戦闘摂理解析システム スピンオフ』のタイトルで小説もMF文庫J（KADOKAWA）執筆している。

### 書誌情報
- 城崎（著）・クロワ（イラスト）・かいりきベア（原曲）・NHN PlayArt株式会社/株式会社ドワンゴ（原作ゲーム）『アルカリレットウセイ #コンパス 戦闘摂理解析システム スピンオフ』KADOKAWA〈MF文庫J〉、既刊2巻（2025年4月25日現在）
  1. 2023年8月25日発売[78][79]、ISBN 978-4-04-682769-2
  2. 2025年4月25日発売[80]、ISBN 978-4-04-684720-1
- 佐藤まひろ（漫画）・城崎・かいりきベア（原作）・#コンパス 戦闘摂理解析システム（原作ゲーム）『アルカリレットウセイ』KADOKAWA〈MFコミックス ジーンシリーズ〉、既刊2巻（2025年3月27日現在）
  1. 2024年3月26日発売[81][82]、ISBN 978-4-04-682758-6
  2. 2025年3月27日発売[83]、ISBN 978-4-04-684607-5

## ヒーロー観察記録
『＃コンパス ヒーロー観察記録』のタイトルで、＃コンパス 戦闘摂理解析システムの原案・監修のもと、香坂茉里の著による小説が角川ビーンズ文庫（KADOKAWA）から刊行。マルコス'55、狐ヶ咲甘色、青春アリスが主人公の短編集。

### 書誌情報
- 香坂茉里（著）・桐谷（イラスト）・たま（イラスト）・藤ちょこ（イラスト）・＃コンパス 戦闘摂理解析システム（原案・監修）『＃コンパス ヒーロー観察記録』KADOKAWA〈角川ビーンズ文庫〉、全1巻
  - 2023年12月1日発売[84]、ISBN 978-4-04-113459-7
    - グッズ付き特装版 2023年12月1日発売[85]、ISBN 978-4-04-114281-3

## 糸廻輪廻、虚々実々 蜘蛛と蜥蜴の不協和音
『＃コンパス 戦闘摂理解析システム 糸廻輪廻、虚々実々 蜘蛛と蜥蜴の不協和音』のタイトルで、＃コンパス 戦闘摂理解析システムの原案・監修のもと、紅原香の著による小説が角川ビーンズ文庫（KADOKAWA）から刊行。糸廻輪廻が主人公。

### 書誌情報
- 紅原香（著）・マノ（イラスト）・＃コンパス 戦闘摂理解析システム（原案・監修）『＃コンパス 戦闘摂理解析システム 糸廻輪廻、虚々実々 蜘蛛と蜥蜴の不協和音』KADOKAWA〈角川ビーンズ文庫〉、全1巻
  - 2024年3月29日発売[86]、ISBN 978-4-04-113973-8

## アダム＆ソーン 蒼の兄弟　～うたかたの幻獣～
『＃コンパス 戦闘摂理解析システム アダム＆ソーン 蒼の兄弟 ～うたかたの幻獣～』のタイトルで、＃コンパス 戦闘摂理解析システムの原案・監修のもと、香坂茉里の著による小説が角川ビーンズ文庫（KADOKAWA）から刊行。アダムとソーンが主人公。

### 書誌情報
- 香坂茉里（著）・狂zip（イラスト）・＃コンパス 戦闘摂理解析システム（原案・監修）『＃コンパス 戦闘摂理解析システム アダム＆ソーン 蒼の兄弟 ～うたかたの幻獣～』KADOKAWA〈角川ビーンズ文庫〉、全1巻
  - 2024年8月1日発売[87]、ISBN 978-4-04-114909-6

## ラヴィ 吸血鬼王の華麗なる伝説集
『ラヴィ 吸血鬼王の華麗なる伝説集 #コンパス 戦闘摂理解析システム』のタイトルで、＃コンパス 戦闘摂理解析システムの原案・監修のもと、鬼影スパナの著による小説がKADOKAWAから刊行。ラヴィが主人公。

### 書誌情報
- 鬼影スパナ（著）・徳之ゆいか（イラスト）・＃コンパス 戦闘摂理解析システム（原案・監修）『ラヴィ 吸血鬼王の華麗なる伝説集 #コンパス 戦闘摂理解析システム』KADOKAWA、全1巻
  - 2025年1月24日発売[88]、ISBN 978-4-04-684448-4